# ヘンリー・モーゲンソウ (外交官)

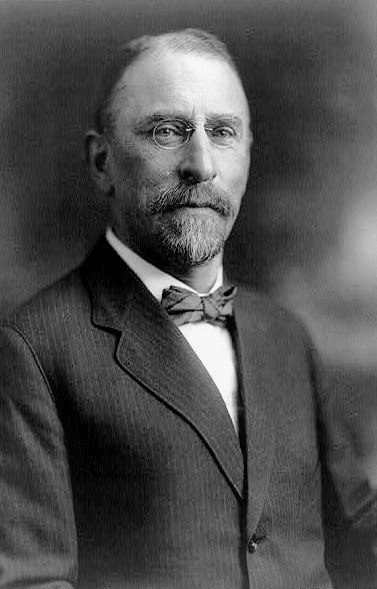
ヘンリー・モーゲンソウ

ヘンリー・モーゲンソウ（Henry Morgenthau, 1856年4月26日 - 1946年11月25日）は、アメリカ合衆国の外交官、実業家。第一次世界大戦中にオスマン帝国のアメリカ合衆国大使を務めた。アメリカ合衆国財務長官を務めた政治家ヘンリー・モーゲンソウの父であり、ニューヨーク郡の地方検事ロバート・モーゲンソウの祖父である。

## 生涯
ドイツのマンハイムにて、ユダヤ系ドイツ人のラザルス・モーゲンソウの息子として誕生した。1866年、モーゲンソウはアメリカ合衆国へ移住し、コロンビア大学法学大学院を卒業後、不動産取引で財産を築いた。
1912年、モーゲンソウはウッドロウ・ウィルソンの大統領選挙活動に協力し、同年に民主党の財務委員長を務めた。1913年から1916年まではオスマン帝国のアメリカ合衆国大使として活躍し、1916年に再び民主党の財務委員長を務めた。モーゲンソウは閣僚級ポストに就任することを望んでいたが、その願いは叶わなかった。
第一次世界大戦終戦後、モーゲンソウは東ヨーロッパと中東に関する顧問としてパリ講和会議に出席し、中東支援委員会、ギリシャ難民救済委員会、アメリカ赤十字社などの戦争に関する慈善団体を後援した。1919年、モーゲンソウはポーランドに派遣されたアメリカ政府の視察調査団代表を務め、いわゆる「モーゲンソウ報告書」を作成した。1933年、モーゲンソウはジュネーブ会議にアメリカ合衆国代表として出席した。
1919年、モーゲンソウはアルメニア大虐殺を描いた『Ambassador Morgenthau's Story（モーゲンソウ大使の実話）』を出版し、モーゲンソウが大使を務めた間のトルコを描いたスケッチを発表した。1918年には『Secrets of the Bosphorus（ボスポラス海峡の秘密）』、1929年には『I was sent to Athens（私はアテネに派遣された）』を出版した。
1946年、ニューヨーク市で脳出血により死去。遺体はニューヨーク市のホーソーンに埋葬された。